# Wu Xi
Wu Xi (Shijiazhuang, 19 de fevereiro de 1989) é um futebolista chinês que atua como meia. Atualmente, joga pelo Shanghai Shenhua.

## Carreira
Wu Xi representou a Seleção Chinesa de Futebol na Copa da Ásia de 2015.

## Títulos
Jiangsu Suning
- Copa da China: 2015
- Supercopa da China: 2013

### Individuais
- Seleção da Super Liga Chinesa: 2015, 2016, 2019
- Jogador Mais Popular da Super Liga Chinesa: 2019